# جيسيكا كونينغهام
جيسيكا كونينغهام (بالإنجليزية: Jessica Cunningham)‏ هي عارضة وممثلة بريطانية، ولدت في مارس 1987 في درونفيلد ‏ في المملكة المتحدة.

## وصلات خارجية
- جيسيكا كونينغهام على موقع IMDb (الإنجليزية)